# Kim Philby
 Der er for få eller ingen kildehenvisninger i denne artikel, hvilket er et problem. Du kan hjælpe ved at angive troværdige kilder til de påstande, som fremføres i artiklen.

Harold Adrian Kim Philby (født 1. januar 1912 i Britisk Indien, død 11. maj 1988 i Sovjetunionen) var en britisk kommunist og spion, der arbejdede som dobbeltagent for Sovjetunionen. Sammen med Guy Burgess, Donald Maclean og Anthony Blunt udleverede han tophemmeligheder til russerne i spionringen Cambridge Five, som havde mødt hinanden på University of Cambridge. Senere efter at være afhoppet arbejdede han for sovjetiske efterretningstjenester.
Philby blev født den 1. januar 1912 i Britisk Indien. Hans far var embedsmand i Punjab-provinsen i den britiske koloni. Han blev sendt til England for at studere, og var først på Westminister School, senere på University of Cambridge, hvor han studerede historie og økonomi. I studietiden blev han politisk aktiv og var blandt andet kasserer for en socialistisk forening på universitetet.
I 1933 blev Philby rekrutteret som spion for Sovjetunionen og gik ind i det engelske efterretningsvæsen. I 1934 blev han gift med den østrigske kommunist Litzi Friedmann. Under den spanske borgerkrig havde han været spion for Komintern, men officielt arbejdede han som korrespondent for avisen The Times. I 1944 blev han chef for en afdeling inden for den britiske efterretningstjeneste MI6, hvor hans arbejde var at bearbejde informationer om Sovjetunionen. Under dette arbejde menes han at have saboteret det britiske spionnetværk i Østeuropa og have givet oplysninger om USA's kernevåben til russerne.
Kim Philby opdagede, at MI6 ikke arbejdede seriøst. Han tog, som chef dokumenter med hjem og afleverede det til sovjet spioner. Næste morgen fik han dokumenterne tilbage, efter de var fotograferet, og han lagde dem tilbage.
Efter Philbys tidligere studiekammerater og medspioner Guy Burgess og Donald Macleani 1951 flygtede til Sovjetunionen var der en mistanke om, at han havde advaret dem inden de skulle have været afhørt om deres spionforbindelser. I første omgang blev han renset i 1955, men mistanken blev styrket i 1961 da Anatolij Golitsyn, en russisk KGB-officer, hoppede af til Vesten. I 1963 stak Philby af til Sovjetunionen. Han udgav en bog om sine oplevelser.
Kim Philby var født ind i overklassen og kunne derfor være i MI6 uden mistanke om, at han var klasseforræder. Da han mærkede, at han var i søgelyset flygtede han til Sovjetunionen, der trods hans fortjenester holdt ham under opsyn. Han blev senere stærkt alkoholiseret, og man er kommet til den konklusion, at mødet med kommunismen ikke var som han havde forventet.
23 Januar 1963 flygtede Kim Philby fra Beirut på det sovjetiske skib Dolmatova til Odessa. Der er stadig spekulationer om Nicholas Elliot, der var chef for MI6 i Beirut, lod en dør stå åben for flugt for venskabs skyld.
Han blev belønnet med Leninordenen og levede i Sovjetunionen som en helt til sin død i 1988.